# Cataratas de Pulhapanzak
Las Cataratas Pulhapanzak son unas cataratas sobre el Río Blanco que se encuentran en la República de Honduras.
Situada al Norte del Lago de Yojoa, es considerada una de las más bellas cascadas de Centroamérica por sus aguas cristalinas y una catarata de 43 m de altura. En Pulhapanzak se han descubierto, además, vestigios arqueológicos de lo que podría haber sido el centro de una antigua cultura, anterior a los Mayas. La presencia de montículos, los restos de diversos caminos empedrados así como pequeños fragmentos de cerámica y otros objetos que se han encontrado en el lugar, son actualmente estudiados por arqueólogos internacionales que los han identificado como estructuras pertenecientes al período clásico tardío (600 al 900).
El balneario cuenta con cabañas, restaurante, champas, zonas para acampar, mirador, piscina, juegos infantiles, canchas de fútbol y senderos. Además dispone de información turística y centro para realizar eventos.

## Ubicación
Las cataratas se encuentran localizadas en la aldea de San Buenaventura, municipio de San Francisco de Yojoa, a 18 km del Lago de Yojoa.

## Accesos
Viniendo de San Pedro Sula se debe tomar la ruta a la comunidad de Río Lindo y de allí a San Buenaventura. Si se viene de Tegucigalpa, en La Guama se debe tomar la desviación a Peña Blanca y de allí a San Buenaventura. Ambas rutas son asfaltadas y/o pavimentadas. tegucigalpa

## Fotos

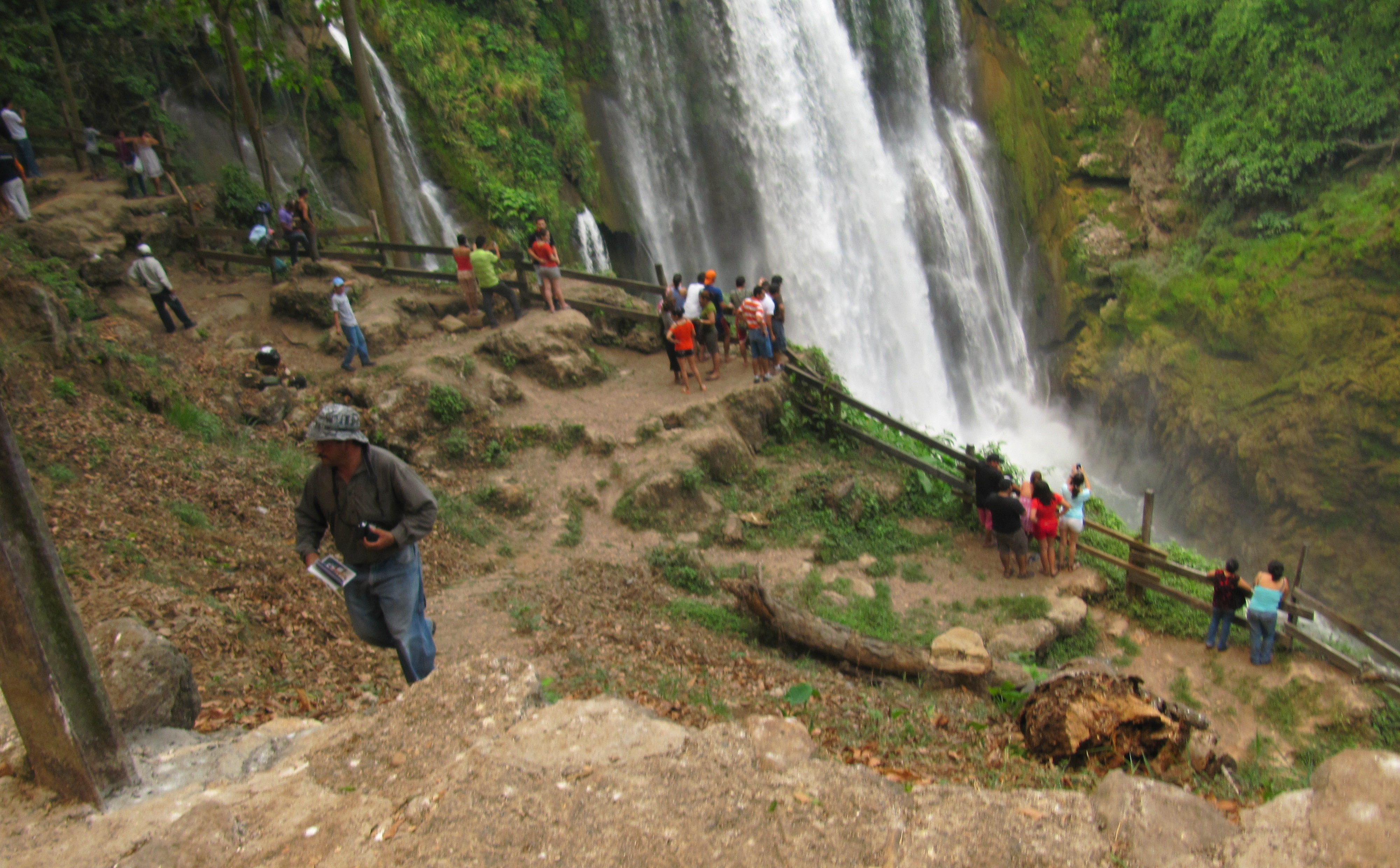
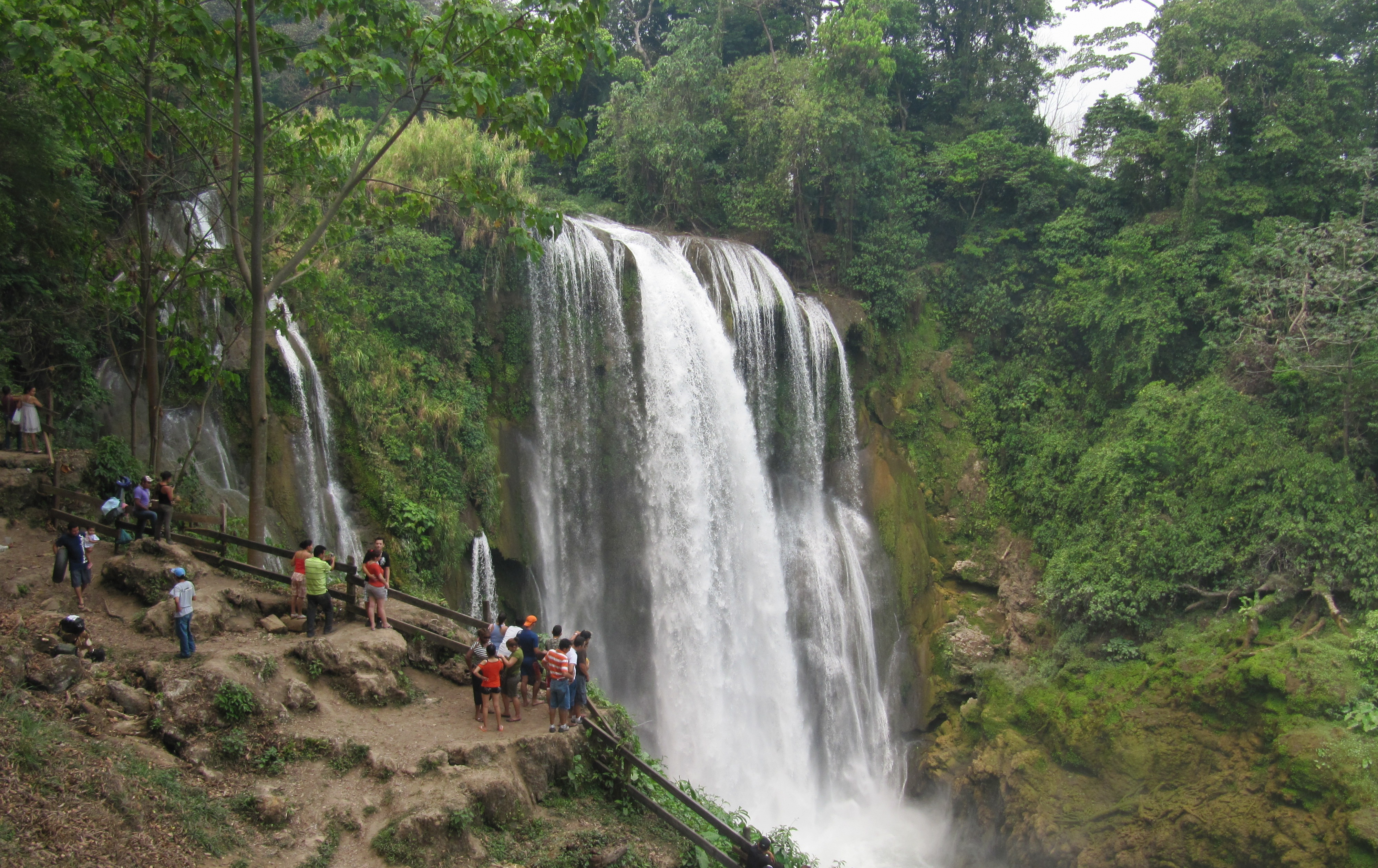
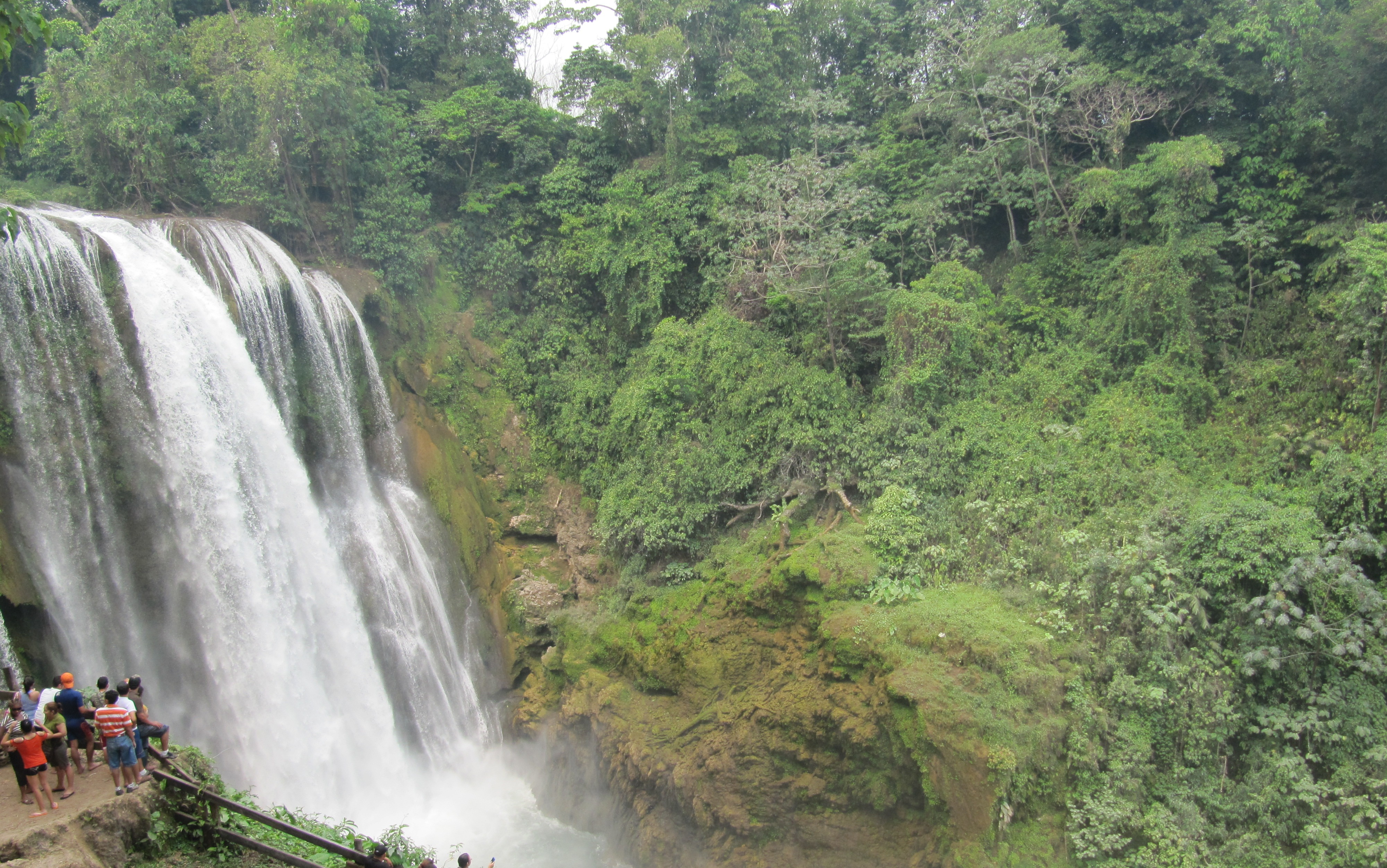